# Rappelz
Rappelz (dal francese Antico "rapeler": evocare, richiamare) è un MMORPG gratuito (Massively Multiplayer Online Role Playing Game) creato dalla Gala-Net Inc, che distribuisce anche Flyff, Corum Online, Space Cowboy Online, Shot Online e UpShift StrikeRacer. È basato su un mondo fantastico dominato da 3 razze con allineamenti diversi: i Deva, guardiani della luce; gli Asura, i seguaci del male; e i Gaia, i servitori della natura. Il gioco viene frequentemente paragonato a Lineage II.
Come per gli altri titoli MMO della Gala-Net., Inc l'iscrizione a Rappelz è completamente gratuita; i profitti derivano dalla vendita di articoli speciali attraverso il "Cash Shop". L'acquisto di oggetti dal Cash Shop non è obbligatorio, sebbene la FAQ sottintenda che questi offrano al giocatore un certo vantaggio.
La versione europea del gioco è multilingua: tedesco, francese, italiano, polacco e turco sono le lingue presenti.
Attualmente Rappelz, è in gestione alla Galalab.

## La Storia
Concordemente con l'introduzione, disponibile sul sito della gpotato Archiviato il 28 settembre 2008 in Internet Archive., i Gaia sono la più antica delle razze ed a beneficio di essa gli dei della Creazione e della Distruzione generarono due nuove razze: i Deva che rappresentano la Luce e gli Asura che rappresentano l'Oscurità. Grazie alle due nuove razze, ci fu un periodo di pace e stabilità in tutto il mondo.
Trascorsero le ere, quando giunse una donna, fra i Gaia, che si faceva chiamare "La Strega". Il suo potere crebbe a dismisura col passar del tempo e, mossa da spietata ambizione, costei aizzò la popolazione dei Gaia alla ribellione contro il mondo.
Tra i Gaia vi fu chi non rispose alla chiamata, tuttavia il mondo precipitò ugualmente nel caos. Fu solo grazie agli sforzi combinati delle tre etnie, i Deva, gli Asura e i Gaia, che "La Strega" venne infine catturata e arsa viva.
Fu un esito vittorioso dell'unione tra le tre razze.
Tuttora, nel presente, le tre razze continuano a coesistere sul mondo di Rappelz l'una con l'altra, ma da inquietanti dicerie emerge la possibilità di una seconda venuta della "Strega" e il ritorno del suo terribile esercito...
Speranza:
Più avanti si scoprirà che la strega non è mai stata malvagia, era una sacerdotessa che si occupava dei deboli e dei feriti, è innamorata del sindaco di Rondo, il papa invidio dei suoi poteri la uccise e creo la strega malvagia ecc.. rivelandosi lui il vero malvagio.
Alcuni giocatori sostengono che la bambina fantasma sia la rappresentazione della strega da giovane, poiché nel dungeon di navislamia spiega chi è la strega e accenna la vicenda di speranza, questo fantasma si troverà altre volte durante il gioco,  in Arena si può vedere la ragazzina morente legata dentro al rogo, una scena esplicita riferita alla morte della strega.
Isola Velata:
Si verrà a conoscenza anche della dama dei ghiacci, Kainen, uno spirito della natura condannato a una prigionia eterna.
Kainen era lo spirito che manteneva in vita l’isola velata, tradita da un suo alleato venne rinchiusa dentro al lago,  l’isola così perse la sua fonte di vita e geló, l’ultima missione dell’isola obbligherà il giocatore a uccidere lo spirito e riceverà come ricompensa dall’npc la carta pet con Kainen già catturata.

## Le Razze e le Classi
Ognuna delle tre razze ha tre classi: una orientata al combattimento corpo a corpo, una orientata alla magia e una evocatrice, le cui abilità riguardano il potenziamento delle proprie creature. Dopo aver scelto il server su cui giocare, si procederà alla scelta della razza e del sesso dell'alter ego. Come succede in Ragnarok Online, la classe del personaggio non viene scelta all'inizio del gioco: infatti fino al 10º livello i personaggi appartengono ad una classe generica, oltre tale livello si può scegliere come indirizzarlo. Si è inoltre liberi di avventurarsi in tutto l'universo di Rappelz, indipendentemente dalla razza cui si appartiene.

### Deva
I Deva sono la razza basata sull'elemento “luce”. Essi sono orientati alla difesa e specializzati su poteri curativi e di potenziamento.
- Devoto - è la classe di partenza dei Deva. Le abilità Smite (Colpi Centrati) e Minor Healing Cura Minore) vengono acquisite da questa classe.
  - Cavaliere – è una delle tre classi primarie dei Deva, quella di tipo guerriero. Beneficia di potenziamenti difensivi e di molte abilità, quali depotenziamenti mentali o fisici e abilità di auto-buff. Sono la base dei migliori tank del gioco grazie alle loro caratteristiche di elevata difesa e salute di base. Hanno un potere offensivo non troppo inferiore alle altre classi, compensabile con il giusto equipaggiamento. Possiedono inoltre abilità del tipo “provocazione” le quali aumentano il livello di minaccia nei loro confronti da parte dei mob, in modo da poter tenere questi ultimi su di sé e di limitare i danni agli altri membri del party. 
    - Campione – è una delle due classi secondarie del Cavaliere, quella maggiormente offensiva. Si può ritenere una delle classi più complete del gioco grazie al bilanciamento tra abilità difensive (dalla prima specializzazione) e offensive (dalla seconda specializzazione).
      - Eroe - è la Master Class del Campione, molto bilanciato sia per quanto riguarda l'attacco sia per quanto riguarda la difesa.

    - Paladino – è una delle due classi secondarie del Cavaliere, quella maggiormente difensiva. Basata esclusivamente su abilità difensive e sulla provocazione dei mob. È la classe tank migliore del gioco, molto utile in party soprattutto a livelli bassi.
      - Crociato - è la Master Class del Paladino, totalmente basato sulla resistenza fisica e le abilità di tanker.

  - Chierico – è una delle tre classi primarie dei Deva, quella di tipo curatore/potenziatore (healer/buffer) che può sostenere una squadra o combattere in solitaria. Ha potenti capacità di potenziamento che aumentano le abilità della squadra e potenti incantesimi curativi. È svantaggiato rispetto alle altre classi in ogni genere di attacco. Ma è una classe mediamente facile da allenare, vista la grande richiesta nei party e la possibilità di combattere contro nemici fortissimi grazie all'impiego di una creatura più forte che subisca danni al posto suo mentre lui la cura.
    - Monaco  – è una delle due classi secondarie del Chierico. Essenzialmente basata sulla cura ed il potenziamento del gruppo il monaco eredita perlopiù le skill offensive e le cure singole del chierico, tuttavia sviluppa cure, buff e rigenerazioni che agiscono sul gruppo. Queste doti rendono il monaco la migliore classe curativa del gioco e un membro essenziale nella formazione dei party. A causa di bassi valori di difesa e di un potenziale offensivo ridotto è una classe impegnativa da utilizzare e richiede molta attenzione da parte del giocatore.
      - Profeta - è la Master Class del Monaco, permette di portare al massimo (maxare) le skill di cura/supporto e di acquisire skill offensive a seconda della scelta del giocatore sbloccando i determinati rami abilità mediante punti talento (PT). La particolarità del Profeta sta nei potenziamenti (buff) privati: essi si possono ottenere sbloccando il ramo cure, si attivano in particolari condizioni (utilizzando le proprie abilità, uccidendo un mob con un determinato livello rispetto al proprio pg) e permettono di aumentare la rigenerazione pm per un breve periodo di tempo permettendo di rigenerare rapidamente i pm utilizzati (mente il monaco risente di un grosso consumo di pm e di un tempo di rigenerazione molto più lungo).

    - Vescovo  – è una delle due classi secondarie del Chierico, focalizzata sull'aspetto casting-offensivo; il vescovo possiede infatti molti incantesimi di attacco che contemporaneamente depotenziano l'avversario, possiede inoltre potenziamenti e cure simili a quelle del monaco, tuttavia, anche se notevoli, sono più limitate poiché agiscono solo su un obiettivo.
      - Arcivescovo  - è la Master Class del Vescovo, permette di perfezionare il potenziale offensivo del vescovo con skill Aoe e di acquisire deboli rigenerazioni e cure di gruppo (seppur non paragonabili a quelle di un Monaco/Profeta). La Master Class permette di amplificare le abilità di DD/Debuffer del Vescovo e/o (a seconda dei rami sbloccati mediante i punti talento) di supportare più efficacemente il gruppo.

  - Addestratore – è una delle tre classi primarie dei Deva, quella di tipo Evocatore. I potenziamenti sono atti alla difesa e si focalizzano sulla crescita e la cura delle proprie creature; sono anche dotati di abilità offensive basate sui danni da elemento “luce”. Hanno inoltre abilità di cura e resurrezione molto efficaci sia per le sue creature sia per quelle del gruppo.
    - Guida Spirituale – è la classe secondaria dell'Addestratore, principalmente dedicata ad estendere ulteriormente le abilità apprese.
      - Maestro - è la Master Class della Guida Spirituale, permette di maxare le skill di cura dei pet e di potenziare enormemente l'attacco e la difesa di questi ultimi.

### Asura
Gli Asura sono la razza orientata all'oscurità. Sono specializzati nell'offesa, alla rapidità d'attacco e all'evasione (schivare gli attacchi). Possiedono capacità curative minori delle altre due razze, ma possiedono attacchi offensivi molto più potenti.
- Seguace – è la classe di partenza degli Asura. In questa fase si apprendono le abilità Smite (percossa) e Deep Evasion (evasione estrema).
  - Sicario – è la I classe tipo assassino, in grado di utilizzare abilità evasive e attacchi rapidi, colpendo velocemente ma con limitata violenza. Si può specializzare nell'uso di spada a una mano o pugnale (dal livello 20 può impugnare due spade o due pugnali), o balestra. Lo strider ha una buona evasione ma una debole difesa, maggiore comunque di quella di un mago.
    - Assassino – è la II classe tipo assassino, specializzata in doppia spada o doppio pugnale, con una buona scelta di abilità offensive fisiche e abilità evasive, quali l'abilità Hiding per nascondersi ai nemici (abilità piuttosto utile in un party in quanto un assassino può rendersi utile aprendo la strada ai propri compagni facendosi inseguire dai nemici e facendo poi perdere le sue tracce).
    - Omicida - è la Master Class dell'Assassino. L'omicida sviluppa una maggiore velocità d'attacco e una maggiore potenza di attacco, inoltre, se settato a dovere, sviluppa una skill ibrida che permette di fare ingenti danni grazie a dei pugnali ben uppati. Ha un potenziale molto alto sia di attacco e sia di evasione, può uccidere mob e boss senza problemi; se settato da PvP e PK è capace di oneshottare un nemico.
    - Cacciatore d'Ombre – è la II classe tipo balestriere, possiede molte abilità da distanza e depotenziamenti, utile in un dungeon per attirare i mostri al party senza rischiare di poterne avvicinare altri.
    - Predatore - è la Master Class del Cacciatore d'Ombre. A differenza del suo predecessore, il Predatore acquista una potenza di fuoco eccezionale, i suoi danni a tempo (DoT) non sono da sottovalutare. Si può utilizzare sia con Arco (incentrato sull'utilizzo di skill, Pvp e PK) e sia con la Balestra (velocità d'attacco elevata, incentrato sull'utilizzo di colpi base e poche skill, PvE). È capace di tankare boss e mob di grande dimensioni grazie alla sua elevata Evasione (è il pg con più evasione in gioco) e di gestirli a suo piacimento grazie ai suoi tre stili.

  - Mago Oscuro – è la I classe tipo mago, possiede un arsenale di skill offensive molto vasto tra depotenziamenti (debuff), stun e attacchi che depotenziano l'obiettivo o infliggono danni a tempo. Il mago oscuro possiede due skill con tempo di ricarica e cast rapido chiamate spam skill che infliggono un buon danno a un costo di pm relativamente basso e utilizzate in sequenza continua producono danni molto rilevanti, per questo motivo il mago oscuro e le sue classi successive sono le classi con il DPS migliore del gioco. Possiede inoltre buff privati e di gruppo che permettono di aumentare la velocità di esecuzione degli attacchi e di aggiungere dei danni aggiuntivi alle skill. Possiede valori di difesa tra i più bassi del gioco.
    - Mago del Caos – è la II classe per il mago oscuro che utilizza vari incantesimi offensivi (tra cui alcuni con cui è possibile attaccare un'intera area di nemici) veramente notevoli e alcuni di depotenziamento (non paragonabili a quelli di un elementalista) anche se ha una difesa fisica molto ridotta. È forse la classe del gioco con apporto di danni maggiore.
    - Chimera - è la Master class del Mago del Caos che utilizza molti attacchi offensivi ad area (AoE). La sua potenza d'attacco è una tra le più elevate in gioco perché grazie agli ai suoi "spiriti" aumenta drasticamente il suo danno con gli attacchi di Fuoco e con gli attacchi di Fulmine. Ha una buona resistenza con le pelli (trasferisce parte del danno sul mana) attive ma ha anche una pessima rigenerazione mana, in quanto la barra blu scende subito a zero se attaccato da nemici.
    - Elementalista – è la II classe per il mago oscuro, maggiormente strategica, che si concentra sul controllo del campo di battaglia, su depotenziamenti potenti e incantesimi magici che sono ovviamente maggiori a quelli del mago oscuro anche se minori a quelli del mago del chaos. L'elementalista presenta maggiore forza e difesa fisica rispetto al mago del chaos ed è quindi in grado di sostenere discreti danni fisici e di farne altrettanti, tutto ciò però è a discapito di una maggiore forza magica e resistenza mentale. A livelli alti può apprendere l'uso di piazzare trappole sul terreno, che infliggono tanti danni a grandi masse di mostri, causandone inoltre molti debuff utili per poter essere sconfitti dal party successivamente. Classe molto particolare e impegnativa da allenare, a livelli elevati può risultare divertente per la grande varietà di abilità acquisite.
    - Dannato - è la Master Class dell'Elementalista, una classe molto strategica e più difficile da usare che, come il suo predecessore, si concentra sull'utilizzo di trappole (fear, immobilizzazione, stun ed esplosione di fuoco) e di debuff. Ha anche un incubo ad area che può cambiare le sorti dello scontro. Ha un elevato DPS (danno per secondo) grazie ai suoi 2 danni a tempo (DoT) principali. La sua forza è incentrata sull'utilizzo dell Saggezza perché con la passiva è capace di trasformare una grossa percentuale di Saggezza in Attacco Magico e Vita. Ha una maggiore resistenza di una Chimera perché ha dei buff che gli aumentano la Difesa e la Difesa Fisica oltre a rigenerare mana ad ogni attacco magico che mette a segno grazie alla sua preziosa passiva.

  - Stregone – è la I classe tipo evocatore, è una classe basata sull'ampliamento delle capacità offensive/rigenerative delle creature. Rispetto a un addestratore è meno legato alla forza del pet poiché possiede skill magiche e fisiche con efficacia offensiva notevole ma come contro non ha capacità di far resuscitare i propri pet e non possiede vere e proprie cure bensì trasferimenti: skill che permettono di passare pv o pm dallo stregone al pet e viceversa.
    - Evocatore Guerriero – (in gergo: bs) è la II classe del mago evocatore, si presenta come sua estensione, con enorme potenziale offensivo, sia magico che fisico, con ulteriori potenziamenti offensivi per le proprie creature.
      - Necromante – è la master class dell'evocatore guerriero, permette di sbloccare la doppia evocazione permanente e potenti abilità passive quali aumentano in percentuale l'intelligenza e la potenza dei propri pet in base a quella del personaggio. Inoltre sarà possibile determinare l'assetto o magico o fisico aprendo il corrispondente ramo attraverso i PT.

### Gaia
I Gaia 
sono una razza neutrale che in generale possiede una combinazione di incantesimi difensivi e offensivi. Le abilità si basano sulla manipolazione delle forze della natura. 
- Furfante – è la classe di partenza dei Gaia. Le abilità "Smite" e "Mental Concentration" vengono apprese da questa classe.
  - Guerriero – è la I classe tipo guerriero. Possiede i prerequisiti da arciere o da combattente di lame (unico combattente che da l'input nell'utilizzare 2 asce ad una mano) ed ha abilità con sufficiente potere offensivo. Alcune abilità del fighter utilizzano le "spiracles", delle sfere che bisogna evocare prima di poter sfruttare le skill.
    - Gladiatore – è la II classe per i Fighter, danno da corpo a corpo. Possono utilizzare varie armi anche se per lo più utilizzano 2 asce ad una mano. Il champion ha buona difesa anche se inferiore rispetto a quella dei knight. Alcune delle sue skill richiedono l'uso di spiracles.
    - Arciere – è la II classe per i Fighter, danno a distanza con arco lungo e frecce con eventuali effetti deperformanti (congelamento, paralisi, veleno ecc.). Alcune delle sue skill richiedono l'uso di spiracles.

  - Mistico – è la I classe tipo mago guerriero. I suoi attacchi magici sono poco incisivi se paragonati a quelli di un mago oscuro, si devono quindi affidare ai danni fisici nella maggior parte dei casi. Tuttavia hanno la possibilità di utilizzare buoni potenziamenti e un piccolo incantesimo curativo overtime il che li avvicina, anche se molto lontanamente, ai chierici.
    - Shamano – è la II classe per i Kahuna che si focalizza maggiormente sul danno fisico e l'offesa in generale. Possiede principalmente incantesimi di potenziamento e abilità di combattimento.
    - Druido – è la II classe per i Kahuna tipicamente di supporto squadra, con incantesimi di cura overtime e buoni potenziamenti.

  -  Incantatore – è la I classe tipo evocatore. Si specializza in abilità che influenzano sia il giocatore che il pet. È l'unica classe del gioco a cui manca una abilità di cura personale, anche se è in grado di curare i propri animali.
    - Evocatore – è la II classe per l'incantatore. Porta ulteriormente avanti le abilità già conosciute ed ha un'abilità molto particolare che permette di trasformarsi nella propria creatura, tuttavia ha un periodo inferiore di dual summon (l'abilità, propria delle pet class, di mantenere evocati due pet contemporaneamente) rispetto a entrambe le controparti Deva/Asura e non ha potenziamenti per i pet altrui.

## Caratteristiche del gioco

### Rank
I mob (mostri) e i giocatori vengono suddivisi in Rank in base al livello:
Rank 1: Livello 1-19
Rank 2: Livello 20-49
Rank 3: Livello 50-79
Rank 4: Livello 80-99
Rank 5: Livello 100-119
Rank 6: Livello 120-149
Rank 7-tier 1: Livello 150+
Rank 7-tier 2: Livello 155+
Rank 7-tier 3: Livello 160+
Al raggiungimento di ogni nuovo Rank (20,50,80..) i giocatori possono indossare nuovi equip ed equipaggiare nuove pietre dell'anima.

### Frammento di potenza, Frammento d'anima e Frammento di luna
I Chip sono oggetti che i giocatori possono utilizzare per influenzare sensibilmente l'esito di uno scontro, incrementando durante un lasso di tempo limitato i danni provocati ad un dato mob. Ve ne sono di tre tipi, Force Chip, Soul Chip e (in Epic 4) Luna Chip. Si diversificano inoltre per Rank (rango), dall'1 al 6. I Force Chip aumentano il danno fisico (corpo a corpo e frecce per esempio), i Soul Chip incrementano il danno magico (incantesimi d'attacco) e i Luna Chip combinano l'effetto di Force Chip e Soul Chip al contempo. Chip di Rank inferiore hanno una bassa percentuale di riuscita nell'utilizzo su un mob o giocatore di rank superiore, tuttavia, in caso di successo, ciò non comporta un diverso incremento del danno rispetto ad un Chip di Rank adeguato. I Chip possono essere acquistati (Rank 1 - Rank 6) oppure si possono ottenere dalla conversione dei Lak (Rank 1 - Rank 3). Un Lak è l'essenza vitale di un nemico sconfitto che può essere catturata in un appropriato medaglione che si indossa (il Chaos Necklace, per esempio). I Lak Trader (commercianti di Lak) di ogni città sono gli NPC preposti allo scopo della conversione dei Lak in Chip o Rupees e della vendita dei Chip.Ormai vista però la scarsa utilità dei Frammenti di potenza e di anima, è stata introdotta la skill generica "frammento di luna" il cui incremento è reso possibile con l'avanzamento di rango e permette di lanciare gli unici chip rimasti in gioco, ovvero quelli di luna.
Tuttavia dalla 7.3 le chip vengono sostituite da una skill posta nell'albero base di tutte le razze (Deva/Asura/Gaia) che ha 8 livelli, ognuno dei quali corrisponde al proprio rank. Esempio : lvl 1 - 20, lvl 2 50 etc..
Attualmente in gioco sono stati rimossi i frammenti di potenza e d'anima,  esiste una abilita che utilizza i frammenti di luna automaticamente.

### Potenziamento dell'equipaggiamento
L'equipaggiamento nel gioco ha un proprio livello, indicato nel nome dello stesso, che può essere aumentato attraverso il potenziamento. Maggiore è il livello, maggiori sono i bonus conferiti. Il livello massimo raggiungibile da un oggetto è il 10, fatta eccezione per gli oggetti di rango I, il cui livello massimo è 5. Gli articoli soggetti alla possibilità di upgrade mostrano una sezione in fondo al loro pannello informativo che ne indica le caratteristiche di potenziamento ed i loro effetti. Visitando un fabbro i giocatori hanno la possibilità di potenziare l'equipaggiamento da loro indossato per un costo proporzionale al livello dell'oggetto da potenziare. Esistono 2 tipi fondamentali di equipaggiamento: normale ed etereo. Quest'ultimo può essere diviso a sua volta in 3 sottogruppi: intrepido, demoniaco e strega. Il costo per il potenziamento dell'equipaggiamento normale è molto più elevato rispetto a quello per il potenziamento dell'equipaggiamento etereo e i bonus acquisiti sono di molto inferiori.

### Combinazione degli oggetti
In Rappelz si trova altresì un sistema di "combinazione" e "riduzione" degli oggetti.
- La Combinazione è un processo attraverso il quale un dato oggetto potrà ricevere delle particolari proprietà, incrementare il suo livello o essere fuso con un altro oggetto. Ad esempio, per rendere un'armatura utilizzabile da una creatura sarà necessario combinare la suddetta armatura con una Unit Card. Discorso a parte va fatto, invece, per i Cube (cubi), i quali forniscono un ulteriore potenziamento ad un oggetto specifico attraverso la combinazione con quest'ultimo. Ne esistono tre tipi Def-Cube, Strike-Cube e Skill-Cube di diversi ranghi e vanno combinati rispettivamente con armature (compresi guanti, stivali ed elmo), armi e carte dello stesso rango. Ad esempio, combinando Light Claws Lv2 (armatura guerriero Asura R2) con un R2 Def-Cube si otterrà una +1 Light Claws Lv2, cioè un'armatura che beneficia sia di un Upgrade sia di un Enchantment (il risultato della combinazione di un cubo e un oggetto). Le possibilità di fallire un enchantment crescono proporzionalmente al numero di enchantment già effettuati sul dato oggetto: dopo +4 il rischio di fallimento diventa piuttosto considerevole. In caso di fallimento l'oggetto diviene inutilizzabile, ma è possibile recuperare metà dei cubi attraverso il processo di riduzione.
- La Riduzione è praticamente anch'esso un processo di combinazione. Si effettua combinando un oggetto inutilizzabile per Incantamento fallito e l'apposito kit di riduzione in vendita presso i mercanti allo scopo di recuperare alcuni dei cubi investiti nel precedente processo di Incantamento.

### PK (Player Kill)
Il PK (Player Kill) è la modalità che permette lo scontro diretto fra giocatori e può essere attivata da chiunque in qualsiasi momento dal menu Controls (Alt+T) con il pulsante raffigurante un teschio o attraverso i comandi chat /pkon (per attivarla) e /pkoff (per disattivarla).
Tuttavia, nella Trainee Island così come nelle città del continente (Katan, Horizon, Laksy, Rondo, ecc.) è impossibile attivare la modalità PK.
Quando si va in PK si riceve una piccola porzione di immorality point, che va aumentando se si uccide una persona più debole, gli immorality fanno passare il colore del vostro nome da bianco(normale) a rosso(attenzione: in questo modo potrete essere attaccati da qualunque altro giocatore rischiando di venire uccisi), verrà anche attivata la funzione wrath che vi farà guadagnare meno exp e vi depotenzierà per un lasso di tempo abbastanza lungo(2 ore circa). Quindi sarebbe sconveniente, però per quelli a cui piace uccidere è stato creato apposta un altro server (pantera), questo è un server pvp, quindi non esiste la condizione wrath e il giocatore può uccidere liberamente.
Attenzione a queste 3 cose: quando si è in pk si può essere attaccati da chiunque; se si viene uccisi con il nome rosso o quando si è in pk c'è una grande probabilità che si perda l'equip(armi, armatura, elmo), il nome può ritornare bianco solo se si fanno delle offerte agli altari delle città.

### L'Abisso
Rappelz ha predisposto un'area dove verranno confinati i giocatori che hanno trasgredito alle regole. Comunque i giocatori possono capitarci, solitamente per sbaglio, attaccando un'auto-trap. Le auto-trap vengono utilizzate per fermare tutti quelli che utilizzano dei bot al posto di giocare in prima persona (tipicamente per far crescer il personaggio senza stare davanti al computer). Se un giocatore attacca un'auto-trap per 5 secondi o più, subisce una condizione chiamata Wrath di livello 9. Se si attacca per 30 secondi o più, invece, si subirà una wrath di livello 11 e si verrà gettati nell'abisso. La condizione di wrath abbatte, solitamente del 110% del livello posseduto normalmente, ogni statistica. L'abisso può essere lasciato solo contattando via mail il servizio clienti di rappelz all'indirizzo rappelz@gala-net.com. Un game master (gm) ricollocherà il giocatore. In ogni caso questa procedura durerà qualche giorno. Tuttavia l'abisso è attualmente in disuso,si puniscono le diverse violazioni del codice di Rappelz con il semplice "Ban" (ovvero il blocco da parte dei Game Master dell'account degli eventuali trasgressori).

### Arena
Con la nuova espansione sono state introdotte l'arena dove si può combattere in squadre da 2 a un max di 16 e giocare in 3 modalità classica, massacro e bingo,chi riuscirà ad uccidere un nemico nel arena riceverà dei point con questi si potranno comprare vari oggetti fra cui le carte delle 5 nuove creature.

### Gestione dei Pet (Creature)
Uno dei tratti distintivi di Rappelz è il sistema di gestione dei pet. I pet sono creature che accompagnano il giocatore nel gioco, aiutandolo nella battaglia. Ne esistono di diversi tipi e possono essere allenati per ricoprire svariati ruoli. Possiedono anche molte delle caratteristiche tipiche del giocatore: aumentano di livello come i proprietari (ma non contemporaneamente), acquisiscono abilità diverse e possono fare uso di equipaggiamento.
I pet possono essere utilizzati da tutte le razze e da tutte le classi, richiedono solo due abilità: evocare creatura e controllo della creatura, entrambe ottenibili al 5º livello delle classi base, per un totale di 60 JP. Le classi base e i fighter hanno una piccola influenza sulle abilità della creatura, mentre altre classi come guida spirituale, evocatore ed evocatore guerriero possono influenzare maggiormente i pet.
Il gioco propone tre pet base, che possono essere acquistati in ogni città. I restanti possono essere presi durante il gioco, catturandoli in carte magiche. Una volta "tamati" (cioè domati) nelle carte possono essere evocati dal possessore.
Una volta raggiunto un certo livello, i pet possono "evolvere" in un tipo differente. Ciò avviene due volte nel suo ciclo vitale. D'altro canto i pets potranno in un futuro imparare una abilità che gli permetterà di essere usati come equipaggiamento e incrementare i poteri del proprietario. Esiste un'ulteriore possibilità, conosciuta come "overbreeding", che richiede un quantitativo di tempo decisamente maggiore. L'overbreeding parte dal momento in cui il pet può evolvere, ma si sceglie di mantenerlo nello stadio attuale, in modo da garantire al pet l'acquisizione di abilità nuove o di livello più alto.

## Pet Nuovi
È possibile possedere la maggior parte dei mob presenti in gioco, grazie all'introduzione delle nuove "carte di cattura generiche"  chiamate carte dell'anima, sono suddivise per rarità, ogni mob in gioco possiede un indicatore che lo classifica,
il pet uscirà a random fra le seguenti tipologie: Tank, Melee DD, Ranged DD, Magic DD e Healer.
Esistono diverse razze: Umano, Uccello, Bestia, Rettile, Senza forma, Mecca, Dragone, Demone, Angelo, Non morto e Spirito, ognuna ha le sue skill standard.
Base: Sono i mostri qualsiasi che si trovano in giro per le lande.
Speciali: Sono i mini Boss che si possono trovare nei Dungeon e nelle zone campione.
Rare: Sono i mostri dei Dungeon e alcuni Boss di zona es: Stregetta piccola, Vulcano e Trita Rifiuti.
Uniche: sono i Boss dei Dungeon e possiedono doppia unità.
Epiche: al momento ne esiste solo una ed è il Death Gladiator,la sua carta può essere trovata solo a Devildom stadio 6 come anche altre carte epiche che ancora devono essere svelate.

## Pet Vecchi

### Base
I pet base sono gli unici acquistabili dal mercante, mentre gli altri devono essere droppati uccidendo mob.
- Pantera: Una creatura tipo pantera. Un pet incentrato sulla forza d'attacco fisico a discapito di difesa e vitalità.
- Volatile: Una creatura a forma di gallo. Si focalizza su abilità di schivata e magie, con abilità di stordimento.
- Tartaruga: Una creatura tipo testuggine. Un pet di tipo tank con grande difesa e vitalità.

### Normale
- Fata Blu: Una fatina che emana una luce blu. Ha abilità curative e aumenta il recupero di Mp (Utile per classi che consumano molto mana)
- Fata Rossa: Una fatina che emana una luce rossa. È la controparte della blue pixie, dotata di magie offensive potenti.
- Sirena: Una creatura umanoide femminile di aspetto gradevole. Ha abilità di depotenziamento.
- Scheletro: Uno scheletro guerriero. Ha abilità di attacco rapido.
- Orco: Una creatura goblinoide armata di randello. Molto popolare per le sue doti sia difensive che offensive.
- Yeti: Una creatura tipo orso, con una maschera nera. Un pet di tipo tank con grande difesa e vitalità.
- Lupo: Un Lupo con abilità focalizzate su Agilità ed Evasion. (Introdotta in Epic VI)
- Kraken: Un polpo con sembianze parzialmente umanoidi con abilità di attacco magico e fisico.
- Lydian: Un leone con sembianze del tutto simili all'omonima cavalcatura; cavalcabile anch'esso dal lv 60. (Introdotto in Epic 7.4)

### Speciale
- Uomo Falco: Creatura dalle sembianze di aquila antropomorfa, armata di un gigantesco martello da guerra, Tank/DD con buon potenziale P.Atk/P.Def.
- Salamandra: Creatura con sembianze di lucertola bipede rossa. Un pet con abilità di attacco fisico e magico.
- Arpia: Creatura di sembianze umanoidi miste a tratti da uccello. Focalizzata su Destrezza e velocità di attacco a distanza. (Introdotta in Epic VI)
- Unicorno: Creatura con sembianze equine, possiede buone abilità curative (Diviene cavalcabile grazie a un'abilità passiva disponibile dal terzo stadio evolutivo)
- Anima Oscura: Creatura con sembianze equine che possiede un buon potenziale P.Atk e vitalità, spesso usata da classi tank (Diviene cavalcabile grazie a un'abilità passiva disponibile dal terzo stadio evolutivo) o DD

### Raro
- Angelo: Una creatura angelica, dotata sia di poteri magici curativi che fisici difensivi.
- Centauro: Un centauro armato di lancia, dotato di potenti abilità offensive.
- Gnoll: Una creatura canide bipede equipaggiata di ascia e scudo, focalizzata al blocco degli attacchi (Utile per i Tank) (Introdotta in Epic VI)
- Tafari: Una donna-serpente dotata di potenti attacchi magici di elemento terra.
- Joker: Inutile nei combattimenti ma importante per gradare due creature già gradate ottenibile solo se fallisce l'unione di 2 creature
- Kainen: Una ragazza di ghiaccio focalizzata su attacchi magici e velocità d'attacco. (Introdotta in Epic VII Part 2)
- Devil: Creatura umanoide con tratti da demone, pet a tempo non dotata di particolari abilità (Introdotta in Epic VII Part 2)

### Particolarmente Raro
- Cerbero: Creatura con sembianze di cerbero (o cane a tre teste) dotata di abilità fisiche di alto potenziale offensivo.
- Genio: Creatura con sembianze di genio della lampada, Tank/DD con elevato potenziale sia di P.Atk che di P.Def.
- Genio Mistico: Creatura con sembianze di genio della lampada con elevato potenziale M.Atk oltre ad un'abilità curativa (in gioco viene denominata anche ifrit).
- Cubo:Creatura cubica specializzato in difesa con basso potenziale offensivo ma lunga portata di attacco e con abilità di cura

### Unico
- Drago Bianco: Creatura con sembianze di drago, cavalcabile dal livello 150, dotato di abilità magiche di altissimo potenziale offensivo e di una altissima difesa contro gli attacchi fisici.
- Koala: Creatura ricevibile solamente guadagnando 1.000.000 di Gen point in uno speciale dungeon chiamato Caverna degli orsi. Questa creatura aumenta la fortuna e la % di drop del personaggio.
- Vendicatore delle tenebre: Creatura umanoide dall'aspetto di un cavaliere fantasma sopra un cavallo spettrale.
- Minotauro: ricevibile attraverso i Point dell'arena, ha attacco e difesa molto forti e salute e forza molto alti.
- Baphomet: creatura ricevibile attraverso i point dell'arena specializzata in debuff e cure; è un ottimo healer.
- Massacratore: creatura ricevibile attraverso point dell'arena specializzata in attacchi magici e fisici; ha attacchi a zona ma ha una bassa salute e scarse capacita di recupero
- Undine: ricevibile attraverso point dell'arena, somigliante incredibilmente a una fata blu con le braccia da cubo ha una grandi capacita di difesa e attacco e usa attacchi a distanza
- Gregario: ricevibile attraverso point dell arena, utilizza attacchi fisici e ha le statistiche molto equilibrate fra loro

## Cavalcature
Esistono molti tipi di cavalcature: L'Ornitho, il Lydian, il Qilin e la Tigre Bianca sono i primi creati dagli sviluppatori, esistono anche pet che possono essere cavalcati come: Drago bianco, Unicorno, Anima oscura e Lydian.
Dall'Epic 4, gli Ornitho, i Lydian e i Qilin non sono più considerati dei veri e propri pet. Sono considerate carte che, una volta attivate, garantiscono un potenziamento speciale al giocatore, aumentando la velocità di spostamento, visualizzando la cavalcatura.
- Ornitho: È un ibrido tra un dinosauro e un cavallo. È il più comune, costa 1100 Rupi e ha la durata di sei ore. Nel villaggio nascosto è acquistabile l'Ornitho di Sabbia che dura 72 ore. Nel cash shop esistono due ulteriori versioni, l'Ornitho Porpora e l'Ornitho Ametista, che hanno la durata di 30 giorni (720 ore di tempo dal momento dell'acquisto).
- Lydian: È una creatura simile ad un leone, acquistabile solo nel villaggio nascosto per 22000 rupi e dalla durata di 72 ore. Anche in questo caso nel cash shop esistono due ulteriori versioni, il Lydian di Fuoco e il Lydian di Mare, che hanno la durata di 30 giorni (720 ore di tempo dal momento dell'acquisto). Con l'introduzione dell'Epic 7.4 il Lydian è diventato anche un pet di rarità normale.
- Qilin: È una creatura simile ad una renna di colore azzurro. Cavalcabile solo da personaggi 120+ ed ancora più veloce del Lydian. Acquistabile esclusivamente nel villaggio nascosto.
- Tigre Bianca: È una cavalcatura disponibile solo per personaggi che hanno raggiunto la Master Class; acquistabile solo nel villaggio nascosto al prezzo di 550000 rupi e più veloce delle altre cavalcature.

La cavalcatura viene potenziata automaticamente con l'acquisto dello "zoccolo", un item shop che potenzia la velocità.
Esistano anche altre cavalcature come diversi tipi di draghi, che vengono regalati durante gli eventi.

## Mini Boss
Nel gioco i player si troveranno a dover fronteggiare dei mostri molto più forti di quelli normali, questi sono i Boss. Ecco un elenco di alcuni di essi:
Mini boss :
- Anatema della montagna (Isola degli apprendisti): Livello 10*, questo, a differenza del capo piranha verme è obbligatorio per andare sul continente. Munitevi di un'arma almeno al livello 2 e affrontatelo; livello consigliato 14-15, livello pet consigliato 12-13.
- Capo Verme Piranha (Costa dei piranha - Isola degli apprendisti): Livello 15* è il primo boss che affronterete(non obbligatorio) sulla trainee's island è abbastanza forte negli attacchi fisici ed ha buona difesa, per batterlo procuratevi alcuni chip e potenziate tutto l'equipaggiameneto al massimo, dopo di che munitevi di una o due pozioni e cominciate lo scontro, battendolo come quest'si otterranno delle armi r2; liv. consigliato:18 liv. pet consigliato:14-15.
- Sparviero blu (Horizon Field): livello 19* sarà abbastanza duro all'inizio, vi sarà assegnato come quest'facendo il ken test 2, purtroppo questo boss vi attaccherà in compagnia con altri volatili se sarete sfortunati, personalmente vi consiglio di farvi buffare da qualche chierico ma se non potete farlo compratevi l'armatura più potente che trovate e attaccatelo senza mollarlo mai, continuando così non vi sarà difficilissimo abbatterlo e guadagnare la meritata exp; liv. consigliato:22 liv. pet consigliato:17-18.
- Zanna Rocciosa (miniera di sale - Nord di Horizon): Livello 26* come tutti gli altri boss è duro da abbattere, il cinghialone munito di mazza ferrata e di un paio di scagnozzi non avrebbe pietà nemmeno per sua madre, ma per quanto imponente tecnicamente parlando il red fang non è imbattibile, cercate di portarlo lontano dai suoi scagnozzi, usando la tecnica provocation se siete dei gaia o eventuali chip se siete deva o asura, ha una grande forza ma una difesa molto squilibrata, buttategli contro tutti gli status negativi che avete e attaccatelo senza pietà, con qualche colpo critico (rimediabile con mental concentration se siete fighter kahuna o sorcerer) e schivandone gli attacchi più potenti potrete abbattere il cinghiale in poco tempo, sempre se siete al giusto livello ovviamente....; liv.consigliato:30 liv.pet consigliato:27.
- Cicatrice di Ferro (Cliff of Dune - Sud di Horizon): Livello 32* sarà molto duro da battere, più che altro questo boss avrà una notevole resistenza e un buon attacco e dovrete soffrire parecchio prima di buttarlo a terra, praticamente è inutile provare ad ucciderlo senza la quest'quindi prima prendetela ad horizons dal guide sage al centro e preparatevi molto bene. Iniziate eliminando tutte quelle tartarughe che lo proteggono ed avvicinatevi con cautela, la cosa bella sarà che ci metterà molto a recuperare la vita persa, quindi se morirete potrete sempre tornare combattendolo con meno vita di prima. Allora, per prima cosa potenziate bene l'equipaggiamento e se vi è possibile fate un party con qualcuno di vostra fiducia, mi raccomando che per avere la quest'sarà necessario attaccare per primi, quando l'iron vi toglie metà vita non continuate ad attaccare ma recuperatela subito, per il resto gonfiatelo di botte per un po' e la tartaruga troppo cresciuta diverrà solo un brutto ricordo; liv. consigliato:35 liv.pet consigliato:30-31.
- Red Drill (Harvesting Woods - Nord di Laksy Anchor): Livello 37* sarà un boss molto particolare visto che quando lo incontrerete(vi sarà dato come quest'dal solito guide sage di laksy) avrà vicino a sé tre guardie del corpo che non potrete per nessun motivo schivare, insomma se vi battete con lui vi battete anche con i tre bodyguard, andate in party perché da soli sarebbe un suicidio e mentre vi occupate del red drill fate far fuori dai vostri compagni i restanti scagnozzi, questo boss non è molto forte anche se bisognerà avere una certa preparazione iniziale; liv. consigliato:42 liv.pet consigliato:38-39-40.
- Mega Death (Cimitero pubblico di Wohla - Ovest di Horizon): Livello 49* questa battaglia sarà relativamente semplice visto che lo skell corazzato gira senza scorta, cercate di avere un party per batterlo ovviamente ma in questo caso non sarà proprio necessario, attaccate ripetutamente Mega Death senza lasciargli scampo e se necessario usate pozioni o magie curative a vostra scelta, non prendetelo troppo sottogamba però perché ha una buona potenza offensiva che vi distruggerà se siete di livello troppo basso;liv.consigliato:53 liv.pet consigliato:49-50.

## Boss dei Dungeon
- Oforia liv 40 Tempio del Chiaro Di Luna.
- Abhuva liv 50 Tempio del Chiaro di Luna.
- Urlo Primordiale   2º miniera perduta
- Taranida   2º miniera perduta
- Crustallino  CV
- Likyrus  CV
- Soulseeker Alto Piano Di Palmir
- Takin: liv 108 Alto Piano Di Palmir
- Raa El Kassia
- Maga Azilea caverna orsi

## In-game administrators
C'erano tre differenti tipi di amministratori in-game: il GAME MASTER, la Guida al gioco volontaria e il Controllore di qualità.
Attualmente esiste un solo tipo di amministratore in-game:il GAME MASTER.
I game master di rappelz sono responsabili dell'amministrazione quotidiana del gioco, compresi compiti quali pianificazione e lancio degli eventi, individuazione dei bug, test, risoluzione dei problemi dei giocatori e rispondere alle domande degli utenti.
Sono facilmente riconoscibili dal proprio nome [GM] e dalla loro aura.

## Revisioni e reazioni della comunità
Il file di installazione del client di gioco è approssimativamente di 1.7 GB.
Il supporto a Windows Vista è stato aggiunto durante la manutenzione del 13 febbraio 2007, permettendo ai due sistemi operativi XP e Vista di supportare il gioco.
Qualche utente potrebbe avere problemi con il sistema di aggiornamento. Se tale procedura dovesse bloccarsi è necessario ricominciare dall'inizio.
Alcuni utenti potrebbero non ottenere il corretto aggiornamento del client di gioco a seguito di una nuova patch. Ciò potrebbe portare all'esilio nell'abisso (il sistema di banning di Rappelz), a causa di un errore del sistema di autoprotezione da hacker o trucchi illeciti. In realtà capita assai di rado e una reinstallazione completa risolve il problema (del client, ma per uscire dall'abisso vedere la sezione omonima)
Il gioco ha dei requisiti hardware simili a quelli di WOW:
- MINIMI

```
**Windows XP/Vista OS:
** Intel Pentium III 800
 
MHz o AMD Athlon 800
 
MHz
** 512 MB di RAM
** Scheda grafica 3D con 32 MB con Hardware Transform and Lighting, tipo NVIDIA classe GeForce 2
** DirectX 9.0c
** Lettore CD-ROM 4x 
** Connessione 56kb
```

- CONSIGLIATI

```
**Windows System 98/ME/2000/XP OS:
** Intel Pentium IV 1.5
 
GHz o AMD XP 1500+ MHz
** 1024 MB RAM
** Scheda grafica 3D con 64 MB con Hardware Transform and Lighting, tipo NVIDIA classe GeForce FX 5700
** DirectX 9.0c
** Connessione a banda larga
** Mouse con due pulsanti e rotella
```

Specialmente nelle aree cittadine si può assistere a un forte rallentamento nei frame per secondo; per i sistemi meno potenti è consigliabile impostare verso il basso gli effetti video nella schermata delle impostazioni (ALT+Z). Sono stati aggiunti nuovi aggiornamenti nel caricamento dei personaggi, per aiutare a ridurre i rallentamenti in queste circostanze.
I recenti cambiamenti hanno comunque notevolmente ridotto i problemi di Lag, ma rallentamenti per l'eventuale mancanza di memoria nei sistemi poco potenti continua a persistere. Nel caso di lag persistente esistono due metodi per tentare di porre rimedio:
- 1. Passare al desktop premendo ALT+TAB e ritornare al gioco ripristinando da icona (per i sistemi più potenti)
- 2. Riavviare il client di gioco, forzando eventualmente il termine dell'applicazione "SFrame.exe" (per i sistemi meno potenti o nel caso il primo passo non abbia sortito effetti)

Il problema consiste nel fatto che al momento della disconnessione il server non termina completamente il programma dal lato utente, così a volte è necessario farlo manualmente.

## Lista dei Server
- Serafin (italiano, polacco e turco) - risultato della fusione dei vecchi server Fenice, Serafin e White Dragon, questo server viene spesso confuso come server PK ma non è così, il PK è una modalità di gioco presente sul server ma sanzionata con il sistema moralità, Flagello e rigide regole imposte dai GM, il PK è senzionato con sospensione dell’account vicino ai portali e se utilizzato come forma di bullismo, con 2 sondaggi i GM hanno chiesto alla community di scegliere PK on o PK off dentro i dungeon, è risultato vincitore PK off.
- Eden [PvE] (italiano, polacco e turco) - risultato della fusione del vecchio server italiano (PvE), turco (PvE), polacco (PvE)
- Bahamut (statunitense)
- Fenrir (statunitense) — risultato dal merge dei vecchi server Lydian e Tanda, avvenuto il 10/2/2010
- Naga (statunitense) — risultato dal merge dei vecchi server Salamander e Yeti, avvenuto il 10/2/2010
- Pantera (statunitense)
- Tortus (statunitense)
- Bastet (tedesco)
- Fenris (tedesco)
- Horus (tedesco)
- Phoenix (tedesco)
- Bahamut (francese)
- Cerberus (francese)
- Kentauros (francese)
- Loreleï (francese)
- Pyroxia (francese)
- Agni (Brasiliano)
- Shiva (Brasiliano)

## Colonna sonora
Così come per molti altri MMORPG, Rappelz possiede una propria colonna sonora. La OST (Original SoundTrack - colonna sonora originale) di Rappelz è scaricabile gratuitamente dal sito coreano: Rappelz OST Download page Archiviato il 13 novembre 2007 in Internet Archive..
Tracce:
1. "RAPPELZ" (2:51)
  - Tema principale del gioco
2. "An Epic of the Absolute Creature" (2:18)
  - Musica suonata durante il login a horizon (prima)
3. "Earths Instability" (2:20)
4. "Resonance of World" (1:50)
5. "Pioneer of Distorted Land" (2:08)
  - Musica suonata sull'isola del tutorial
6. "Asura theme" (3:22)
7. "March of Temple Knight" (2:46)
8. "Gaia theme" (0:57)
9. "Horaizen in the Sunset" (2:05)
10. "Disguised Men" (1:38)
11. "This is the Sun of Today" (1:56)
12. "Breeze of Old Forest" (2:50)
  - Musica in Bamboo Woods
13. "Mythical Desert" (2:50)
  - Musica in Ceriu Desert
14. "Dusk Kahthan" (2:44)
  - Musica suonata nella capitale Asura: Katan
15. "Crystal Mountain" (2:31)
  - Musica suonata durante il login a Rondo (seconda)
  - Musica in Crystal Valley
16. "Sleeping Ruin in the Bleak Land" (3:00)
  - Musica suonata durante il login a Lasky (terza)
  - Musica in Second Valmore Mine
17. "Morning Breaks of Rondoh" (2:36)
  - Musica presentata nella fase beta durante il login
  - Musica in Rondo
18. "Grave in Assassin Guild" (1:27)
19. "Deva Theme" (3:40)
20. "Bearload world" (1:56)
21. "Battle Cry" (1:51)
  - Musica suonata durante il login di Epic IV
22. "Whitedragon island theme" (1:51)
23. "Lostsecret island theme" (2:52)
24. "Halloween theme" (2:40)
  - Musica suonata nelle aree relative all'Halloween event

### Ufficiali
- Rappelz in italiano, su it.rappelz.webzen.com. URL consultato il 5 luglio 2018 (archiviato dall'url originale l'8 novembre 2014).
- gPotato Portale Giochi Italia, su it.gpotato.eu. URL consultato il 5 gennaio 2010 (archiviato dall'url originale il 28 dicembre 2009).
- Forum Ufficiale Italiano di Rappelz, su it.rappelz.gpotato.eu. URL consultato il 3 marzo 2010 (archiviato dall'url originale il 12 marzo 2010).
- Original Rappelz Korean Website, su rappelz.com. URL consultato il 28 settembre 2007 (archiviato dall'url originale il 2 ottobre 2007).
- Rappelz English Website, su rappelz.gpotato.com. URL consultato il 25 agosto 2007 (archiviato dall'url originale l'8 giugno 2008).
- Rappelz Japanese Website, su rappelz.gpotato.jp. URL consultato il 28 settembre 2007 (archiviato dall'url originale il 28 settembre 2007).
- Rappelz Hong Kong Website, su rappelz.com.hk. URL consultato il 28 settembre 2007 (archiviato dall'url originale il 16 febbraio 2007).
- Rappelz Taiwan Website, su rappelz.omg.com.tw. URL consultato il 28 settembre 2007 (archiviato dall'url originale il 27 settembre 2007).
- Rappelz China Website, su fy.lqn.cn.
- Rappelz Character Database, su rappelzcharacters.com. URL consultato il 1º febbraio 2010 (archiviato dall'url originale il 17 gennaio 2008).

### Altro
- Interview with producer Terry Kim[collegamento interrotto] su onrpg.com
- Interview with GM Tanda su mmorpg-gamer.com